# With you〜Luv merry X'mas〜
「With you 〜Luv merry X'mas〜」（ウィズ ユー ラヴ メリー クリスマス）は、COLORの11枚目のシングル。2008年12月3日にrhythm zoneから発売。

## 概要
前作「Miss you」から1カ月後のシングル。「CD+DVD」「CDのみ」の2形態で発売。
表題曲「With you 〜Luv merry X'mas〜」は、LUVandSOULの曲をカバーしたものである。
DVDには表題曲のミュージックビデオを収録。

## 収録曲
CD
1. With you 〜Luv merry X'mas〜
作詞・作曲：Daisuke“DAIS”Miyachi
『シオドメの森 日テレホワイトロード』テーマソング
2. ただ…逢いたくて
作詞：SHUN、作曲：Hitoshi Harukawa
EXILEの曲をカヴァー。
3. With you 〜Luv merry X'mas〜 (Instrumental)
4. ただ…逢いたくて (Instrumental)

DVD
1. With you 〜Luv merry X'mas〜 (video clip)